# Гаметогенеза
Гаметогенеза је назив за процес у којем се формирају полне ћелије. Процес формирања мушких полних ћелија назива се сперматогенеза, а женских – оогенеза или овогенеза (ооум или овум = јајна ћелија). Сперматогенеза се одиграва у семеним каналићима мушких полних жлезда – тестиса, а оогенеза у јајницима (оваријумима).
Гаметогенеза пролази кроз три фазе:
- размножавање (пролиферација)
- раст
- сазревање.

## Фаза пролиферације
У овој фази из првобитних клициних ћелија (герминативне ћелије) митотичким деобама се формирају ћелије, које се у мушком полу називају сперматогоније, а у женском оогоније. Пошто су настале митозама герминативних ћелија, које су са диплоидним (2n) бројем хромозома, сперматогоније и оогоније имају такође 2n број хромозома. (Код човека је то 2n = 46 хромозома).

## Фаза раста
Сперматогоније и оогоније повећавају своју запремину и диференцирају се у примарне сперматоците, у мушком полу, односно примарне ооците, у женском полу. У овој фази долази до репликације ДНК чиме се количина ДНК дуплира у односу на претходне ћелије. (Код човека, дакле примарне сперматоците и ооците имају 46 хромозома, што је истовремено и 92 молекула ДНК (92 хроматиде).
Ова фаза је много више изражена у оогенези него у сперматогенези. У оогенези се у овој фази разликују два периода: превителогенеза (стварају се материје од којих ће постати вителус = жуманце) и вителогенеза (стварање и нагомилавање жуманцета).

## Фаза сазревања
После фазе раста примарне сперматоците и ооците улазе у фазу сазревања. Сазревање се врши кроз мејозу I и II. Мејоза I је редукциона деоба – број хромозома се са диплоидног редукује на хаплоидан.
У мушком полу мејозом I од једне примарне сперматоците са 2n бројем хромозома (код човека она има 46 хромозома = 92 молекула ДНК тј. 92 хроматиде) настају две секундарне сперматоците са n бројем хромозома (имају по 23 цела хромозома – хромозоми се нису делили у мејози I; што значи да имају и 46 молекула ДНК=46 хроматиде).
У женском полу од једне примарне ооците са 2n хромозома настају две ћелије са n бројем хромозома, али неједнаке величине: крупна секундарна ооцита и сићушна полоцита I (примарно поларно телашце). (Количина ДНК у овим ћелијама је иста као у секундарним сперматоцитама.)
Мејоза II је еквациона митоза. Свака од секундарних сперматоцита се дели на две сперматиде, које имају хаплоидан број хромозома (код човека је то 23 хромозома= 23 мол. ДНК, тј. 23 хроматиде). Сперматиде се трансформишу у сперматозоиде процесом који се назива спермиогенеза.
Спермиогенеза обухвата:
- образовање бича;
- образовање акрозома, који постаје од Голџијевог апарата и садржи ензиме којима ће при оплођењу разложити омотаче јајне ћелије;
- одбацивање највећег дела цитоплазме и кондензацију хроматина чиме се једро максимално смањује; оба процеса доприносе смањењу масе сперматозоида чиме се постиже његова добра покретљивост.

Сперматозоиди који су прошли процес спермиогенезе још увек нису потпуно зрели, односно нису способни за оплођење. Њихово крајње дозревање врши се у:
1. епидидимису (пасеменику), где постају покретљиви;
2. репродуктивним каналима женке (жене).

У женском полу мејозом II од секундарне ооците настају две ћелије неједнаке величине: крупна оотида и сићушна полоцита II, при чему су обе са n бројем хромозома (код жене је то 23 хромозома =23 мол. ДНК, односно 23 хроматиде). Полоцита I се такође дели на две ћелије – полоците II са n бројем хромозома. Тако, од једне примарне ооците укупно настају једна оотида и три полоците II, при чему је функционална само оотида, док полоците дегенеришу (пропадају).

## Сперматогенеза сисара
У семеним каналићима тестиса налазе се две врсте ћелија: Сертолијеве ћелије (оне не учествују у сперматогенези већ исхрањују сперматозоиде) и сперматогоније. У доба пубертета међу сперматогонијама се разликују две врсте:
1. оне које улазе у фазу раста и сазревања дајући сперматозоиде;
2. оне које продужавају да се деле и представљају извор сперматозоида током читавог живота; те резервне сперматогоније омогућавају да мушкарац, почев од пубертета може до краја живота да ствара сперматозоиде. Дакле, сперматогенеза је један континуиран (непрекидан) процес.

### Грађа сперматозоида
У грађи сперматозоида се огледа јасна усаглашеност између облика и функције.

### Регулација сперматогенезе
Предњи режањ хипофизе (аденохипофиза) лучи FSH (фоликулостимулирајући хормон) и LH (лутеинизирајући хормон) који делују на тестисе. FSH делује непосредно на сперматогенезу тако да његовим недостатком не долази до образовања сперматозоида. LH делује на Лејдигове ћелије тестиса које луче мушки полни хормон тестостерон. Тестостерон одржава функције семених каналића тестиса. LH, дакле, на посредан начин регулише сперматогенезу.

## Оогенеза сисара
Оогенеза сисара, односно жене, започиње на ступњу ембриона, када се зауставља, да би се наставила у пубертету и даље циклично одвијала сваког месеца до доба када престаје репродуктивна способност жене (менопауза).
Герминативне ћелије се код ембриона образују прво у жуманцетној кеси, а затим прелазе у регион будућих јајника. У току 7. месеца трудноће све оогоније су се трансформисале у примарне ооците. (За разлику од сперматогенезе, овде не преостају резервне оогоније.) Примарне ооците су окружене слојем фоликуларних ћелија и формира се примарни фоликул (фоликул= мешак). У ово време већина фоликула пропада, а то пропадање се наставља и после рођења, тако да их до пубертета остане само 40 000 (од 6-7 000 000 оогонија). Примарне ооците ембриона улазе у фазу сазревања, односно у мејозу I, али је не завршавају до краја већ се заустављају у диплотену профазе I. То је прво заустављање у оогенези. Хромозоми су у овој фази повезани хијазмама (местима где се у пахитену вршио кросинг-овер).
Женско дете се рађа са примарним ооцитама заустављеним у диплотену профазе I. Диплотен стадијум (‘’стадијум мировања”) траје од 10 до 50 година (за ооциту која је наставила развиће и резултовала првом менструацијом у пубертету траје око 10, а за ону која је последња сазрела и дала крајњу менструацију око 50-те године живота жене). Због тога је могућност рађања деце са различитим аберацијама хромозома (нпр. Даунов синдром) код старијих мајки већа него код младих.
Почев од пубертета па надаље сваког месеца, циклично, по једна примарна ооцита наставља развиће. Завршава се мејоза I и настаје секундарна ооцита и полоцита I. За то време и примарни фоликул расте, између фоликуларних ћелија се образује шупљина која се све више шири и испуњава течношћу и такав фоликул се назива Графов фоликул. Графов фоликул пуца и секундарна ооцита се ослобађа из јајника и прелази у јајовод што се назива овулација. У јајоводу се одвија мејоза II секундарне ооците, али се ни она не завршава до краја већ се зауставља у метафази II. То је друго заустављање у оогенези. Ћелија заустављена у метафази II је оотида и спремна је да се оплоди. Мејоза II ће бити завршена тек пошто сперматозоид уђе у оотиду (јајну ћелију). Дакле, потпуну зрелост (завршену мејозу II) постижу само оне оотиде које су оплођене.
Од огромног броја примарних ооцита са којима се дете рађа, до пубертета их остане само 40 000 од којих само 450-520 се диференцира у оотиду (најчешће по једна сваког месеца од пубертета до менопаузе).

### Регулација оогенезе
FSH и LH, хормони аденохипофизе, регулишу овулацију, раст и сазревање фоликула. Сам јајник излучује естроген и прогестерон. Естроген излучују фоликуларне ћелије и то излучивање је најјаче у време овулације, када се повећава и количина LH. После овулације, под дејством LH и FSH, се уместо прснутог Графовог фоликула образује жуто тело (corpus luteum). Жуто тело поред естрогена излучује и веће количине прогестерона. На лучење прогестерона утиче хормон аденохипофизе LTH (лутеотропни хормон) који се још назива и пролактин јер активира млечне жлезде да луче млеко. Дејством прогестерона зид материце се припрема за пријем, исхрану и развој ембриона. Ако до оплођења не дође жуто тело пропада, смањује се лучење прогестерона што доводи до прскања крвних судова материце (менструација). Под утицајем FSH почиње сазревање нових фоликула.

## Значај мејозе
- редукује се број хромозома, чиме се број хромозома из генерације у генерацију одржава сталним за сваку биолошку врсту;
- раздвајају се хомологи хромозоми и насумично одлазе у кћерке ћелије; код човека је број могућих комбинација хромозома 2²³, односно може да се образује толико различитих полних ћелија; што се присуства полних хромозома тиче може се образовати два типа сперматозоида:
  - X сперматозоиди (садрже X хромозом) и
  - Y сперматозоид (садржи Y хромозом);
- кросинг-овер повећава још више разноврсност гамета.